# Leptomenes
Leptomenes (лат.) — род одиночных ос (Eumeninae).

## Описание
От близких родов ос отличается следующими признаками: тергит I с треугольным задним вздутием, длина которого равна или превышает его ширину в дорсальном виде; метанотум без горизонтальной площадки и поперечного киля. Тегулы латерально не расширены, менее чем в 0,75 раза шире длины. Паратегулы видны сверху. Передняя поверхность переднеспинки латерально не густо пунктирована. Проподеум наклонен ниже уровня метанотума. Аксиллярная ямка округлая; престигма короче медианной длины птеростигмы. Метанотум без полупрозрачного, пластинчатого латерального киля; мезонотум пунктированный; тергит I без придатков; метанотум без бугорков; мезонотум без продольных килей. Задняя граница тергита I непрозрачная. Метанотум без боковых зубцов. Тегулы сужаются кзади, достигая заднего конца паратегул. Пронотум шире длины в дорсальном виде; тергит I длиннее ширины в дорсальном виде; задний конец тергита II с неглубокой впадиной. Тергит I более чем в 0,5 раза шире тергита II в дорсальном виде. Средние голени с одной шпорой. Переднее крыло с первой и второй возвратными жилками, исходящими в субмаргинальной ячейке II.

## Классификация
В мировой фауне известно около 30 видов. Афротропика и Палеарктика. Ещё около 20 видов, описанных первоначально в составе рода Leptomenes , позднее были перенесены в род Stroudia.
- Leptomenes areatus
- Leptomenes astutus
- Leptomenes bacilliformis
- Leptomenes brevior
- Leptomenes chudeaui
- Leptomenes cribratus
- Leptomenes eumeniformis
- Leptomenes eumenoides
- Leptomenes europaeus
- Leptomenes exiguus
- Leptomenes extremus
- Leptomenes hessei
- Leptomenes kaokoveldensis
- Leptomenes laethificus
- Leptomenes longissimus
- Leptomenes longulus
- Leptomenes major
- Leptomenes mixtus
- Leptomenes moestus
- Leptomenes nigritus
- Leptomenes nitens
- Leptomenes propheta
- Leptomenes pulawskii
- Leptomenes pullus
- Leptomenes punctaticornis
- Leptomenes raphiglossoides
- Leptomenes richardsi
- Leptomenes schulthessianus
- Leptomenes sexpunctatus
- Leptomenes simillimus
- Leptomenes stenosoma
- Leptomenes stevensoni
- Leptomenes striativentris
- Leptomenes subtilis
- Leptomenes ugandensis
- Leptomenes vulneratus